# (167748) Markkelly
(167748) Markkelly est un astéroïde de la ceinture principale.

## Description
(167748) Markkelly est un astéroïde de la ceinture principale. Il fut découvert le 12 décembre 2004 à Vail-Jarnac par l'Observatoire Jarnac. Il présente une orbite caractérisée par un demi-grand axe de 2,40 UA, une excentricité de 0,18 et une inclinaison de 2,5° par rapport à l'écliptique.

## Compléments